# Mare de Déu de la Pietat del Pedreguet
La Mare de Déu de la Pietat del Pedreguet és una església d'Amer (Selva) protegida com a Bé Cultural d'Interès Local.

## Descripció
Edifici aïllat amb coberta de doble vessant a laterals situat al final del carrer Girona. La capella és una estructura de nau rectangular, coberta de volta de mig punt, amb capçalera d'absis semicircular orientat a ponent, campanar de cadireta sobre la façana i una porxada de doble vessant a la façana principal.
Adossat al costat sud hi ha una habitació, coberta a un sol vessant i amb una finestra emmarcada de pedra i enreixada, que fa de sagristia. Malgrat tenir una sola planta, la seva situació en un pendent del terreny permet un pis i una porta amb escales en un nivell superior, que dona a la façana nord.
La capella està arrebossada i pintada de color blanc a excepció de les parts baixes de les cadenes cantoneres i dels marcs de les obertures de la façana.
El pòrtic cobreix el carrer i té dues arcades de mig punt amb impostes marcades de rajola. La teulada del pòrtic, de doble vessant, és coberta amb teules planeres i anguloses, diferents a les de la resta de la capella.
La porta principal, emmarcada de pedra sorrenca de grans blocs, conté una llinda monlítica gravada amb la llegenda: RENOVADA + D AN 1844. A banda i banda de la porta hi ha una dues finestres emmarcades de pedra i enreixades de ferro de forja amb una estructura quadriculada.

## Història
Capella construïda al segle xvii i reformada al segle XIXI (1844) i XX (1955). És possible que la construcció del segle xvii fos una reconstrucció d'un edifici més antic, potser romànic.
Aquest indret, situat a l'entrada d'Amer pel camí que ve de Girona, era on es rebien, saludaven i revesties les autoritats eclesiàstiques (bisbes i abats) abans d'entrar a la vila.
Actualment encara està oberta al culte, encara que esporàdicament.